# Club Balonmano Badajoz
El Club Balonmano Badajoz, denominado Escuela de Balonmano Badajoz o Escubal Badajoz, fue un equipo de balonmano de Badajoz, España, desaparecido en 2012 por problemas económicos.
En la temporada 2005-06 lograría el ascenso a Primera Nacional cuando el Club Balonmano Badajoz y la Asociación Pacense de Balonmano, que se habían repartido las últimas cuatro ligas regionales, se fusionan, para poder cumplir los requisitos y acceder a la plaza que la Federación Española de Balonmano reservaba para comunidades autónomas sin equipos en categoría nacional.Varias temporadas después el club pacense lograría el ascenso a la División de Honor Plata, debutando en esta en la temporada 2011-12. A pesar de haber logrado la permanencia tras acabar en decimotercera posición, el equipo no se inscribiría en la categoría por problemas económicos, no volviendo a salir a competir.
El Escubal tuvo 30 años de historia, pasando durante este largo periodo por varias denominaciones, C. Luis de Morales, PADEBA, C.B.B., Pines y finalmente ESCUBAL; siendo durante todos estos años punto de referencia del balonmano extremeño, estando en numerosas fases finales de las competiciones regionales y nacionales.

## Equipo 2011/2012[10]
Foto de la plantilla 2011/12, en División de Honor.

### Jugadores
| Nº | NOMBRE             | EDAD | TALLA | NACIONALIDAD          | POSICIÓN          |
| 1  | Fede Sincich       | 25   | 1,93  | Bandera de Argentina  | Portero           |
| 2  | Javi del Pozo      | 28   | 2,03  | Bandera de España     | Extremo derecho   |
| 6  | Juanan Tamurejo    | 25   | 1,98  | Bandera de España     | Pivote            |
| 7  | Marcos Jiménez     | 26   | 2,00  | Bandera de España     | Extremo derecho   |
| 8  | Javi Montoro       | 18   | 1,93  | Bandera de España     | Lateral izquierdo |
| 9  | Julio Salamanca    | 28   | 2,00  | Bandera de España     | Extremo derecho   |
| 10 | Benny Pridat       | 25   | 1,98  | Bandera de Alemania   | Extremo           |
| 11 | Litus              | 27   | 2,07  | Bandera de España     | Lateral izquierdo |
| 12 | Raúl Delgado       | 35   | 1,94  | Bandera de España     | Portero           |
| 13 | Fernando Hernández | 38   | 1,85  | Bandera de España     | Lateral derecho   |
| 14 | Juancho Pérez      | 37   | 2,05  | Bandera de España     | Pivote            |
| 18 | Javier Candeleda   | 21   | 1,89  | Bandera de España     | Pivote            |
| 19 | Bogdan Petricevic  | 22   | 1,95  | Bandera de Montenegro | Lateral           |
| 24 | Jozsef Bosze       | 33   | 1,84  | Bandera de Hungría    | Lateral derecho   |
| 55 | José Manuel Ramos  | 25   | 1,88  | Bandera de España     | Central           |
| 98 | Stanislav Demovic  | 37   | 2,02  | Bandera de Eslovaquia | Lateral           |
| 99 | Eduard Filella     | 25   | 1,78  | Bandera de España     | Extremo           |
| -  | Héctor Miranda     | 18   |       | Bandera de España     | Extremo izquierdo |
| -- | ------------------ | ---- | ----- | --------------------- | ----------------- |

### Cuerpo técnico
| PUESTO              | NOMBRE                        | NACIONALIDAD |
| ENTRENADOR          | Raúl Caballero Barrantes      | España       |
| AYUDANTE ENTRENADOR | Esteban Barriga               | España       |
| AYUDANTE ENTRENADOR | Alvaro García                 | España       |
| FISIOTERAPÉUTA      | Francisco José Rasero Pedero  | España       |
| DELEGADO EQUIPO     | Antonio Jiménez López-Alegría | España       |
| DELEGADO CAMPO      | Juan Antonio Sánchez Reyes    | España       |
| ------------------- | ----------------------------- | ------------ |

## Estadísticas temporada 2007/2008
- Posición:		 8º
- Partidos jugados: 	 26
- Partidos ganados:	 12
- Partidos empatados:	 1
- Partidos perdidos: 13
- Goles a favor:		669
- Goles en contra: 663
- Diferencia:		 +3
- Puntos:		 25
- Máximos goleadores: Dani Gallardo (127) y Hugo Garza (118)
- Paradas: Borja Presumido y Rodrigo Acero

## Curiosidades
- El extremo derecho José Manuel Moro Cabanillas marcó el primer gol del equipo en la Primera División Nacional, frente al Club Balonmano Almoradí.
- Ese primer partido terminó 24-29. Fue el 23 de septiembre de 2006.
- Su primera victoria llegó el 27 de octubre de 2006 al vencer por 28-25 a La Cañada Keymare, de Almería.
- En la temporada 2007/08, el equipo fue la segunda defensa menos goleada.
- Durante la temporada 2011/12, Juancho Pérez compagina el cargo de presidente con un puesto en la plantilla como jugador.
- Fernando Hernández es patrocinado de manera individual por la empresa CAC Auditores en la temporada 2011/12.[11]